# Hoplitis rufopicta
Hoplitis rufopicta är en biart som först beskrevs av Ferdinand Ferdinandovitj Morawitz 1875. Den ingår i släktet gnagbin, och familjen buksamlarbin. Inga underarter finns listade i Catalogue of Life.

## Beskrivning
Arten har svart grundfärg och ljus behåring (rent vit hos hanen och på honans scopa, bukborsten som hon använder för att samla in pollen). Tergiternas bakkanter har vita hårband. Mandiblerna hos honan är tretandade, hos hanen tvåtandade. Kroppslängden är omkring 10 mm.

## Utbredning
Arten förekommer i Turkiet, Uzbekistan, Tadzjikistan, Turkmenistan, Iran, Pakistan, Jordanien och Israel.

## Ekologi
Som alla gnagbin är Hoplitis rufopicta solitär, honan svarar själv för omsorgen om avkomman.
Hoplitis rufopicta anses vara oligolektisk på korgblommiga växter, det vill säga arten flyger nästan uteslutande till blommande växter från den familjen. Den har dock observerats på tamariskväxter som tamarisker amarantväxtarten Horaninovia ulicina.